# Y. Fongi

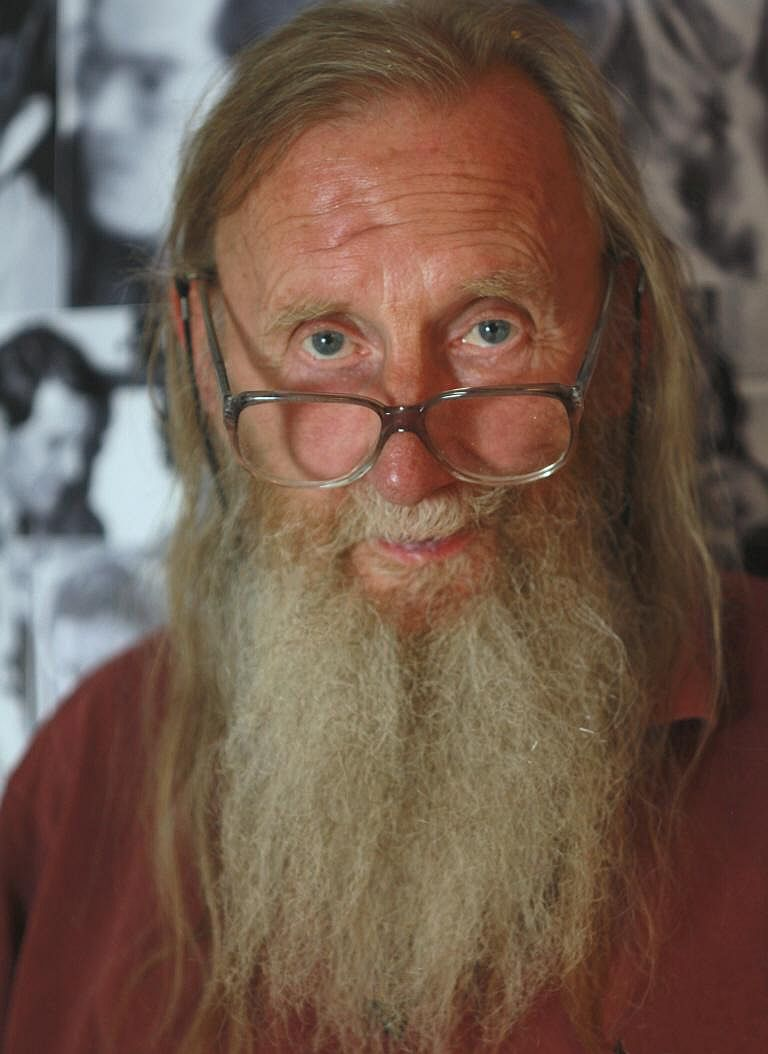
Siddhartha Y Fongi (2011)

Y. Fongi, auch Ypsilon Fongi, Yolanther Fongi, später Siddhartha Y Fongi, (* 2. Januar 1936 als Werner Gartung in Vechelde bei Braunschweig; † 13. Mai 2012 in Zschachenmühle) war ein vielseitiger deutscher avantgardistischer Maler, Zeichner, Musiker, Objekt- und Konzeptkünstler. In den 1960er Jahren ein wichtiger Vertreter des Kritischen Realismus in der Kunst, der Pop Art, Conceptual-Art und des Fluxus, lebte er zuletzt in Zschachenmühle, Thüringen.

## Leben und Werk
Y. Fongi besuchte bis 1956 verschiedenen Gymnasien und war außerdem bis 1955 Schwimm- und Bademeister in Vechelde, des Weiteren: Mitarbeiter beim Aufbau des Braunschweiger Zoos, Mitglied des Kriechtierforschungskreises „Salamander“ in Essen und der Kakteenforschung in Buchloe, Jazzer in Frankfurt am Main, Heidelberg und Paris, Namensgeber der Jazz-Zeitschrift „Fongi“ sowie Schloßführer und Hotelkellner auf der Herreninsel Chiemsee, schließlich angehender Landschaftsgärtner. Ab 1963 lebte Y. Fongi in München und Starnberg, arbeitete zeitweise als Gartenarchitekt in London und führte von 1964 bis 1966 in München einen eigenen Gartengestaltungsbetrieb.
Als Künstler war Y. Fongi Autodidakt. Im Jahr 1963 entstand sein erstes Öl-Gemälde. Ab 1966 schuf er dann umfangreichere Bildwerke. Er malte die ersten Bilder in Öl und Ketchup und züchtete darauf Schimmelpilzkulturen. Darüber hinaus schuf er Objekte aus unterschiedlichsten Materialien (zum Beispiel aus alten, ausgelatschten Schuhen oder gebrauchten Koffern), war als Zeichner, Maler und Konzeptkünstler mit verschiedenen Aktionen und Happenings tätig und hatte 1968 seine erste Ausstellung in der Münchner Galerie Rutzmoser.
Ab 1969 war Y. Fongi Mitglied des Künstlerkollektivs Zehn-Neun. Die Idee von Zehn-Neun war es, Kunst in großen Stückzahlen zu vermarkten, um dadurch zu günstigeren Preisen verkaufen zu können als die Galerien. Zehn-Neun wollte erreichen, dass Kunst billiger wird, um dadurch mehr Menschen erreichen zu können. Weitere Mitglieder der Künstlergruppe Zehn-Neun waren (unter anderem) Peter Ackermann, Peter Nagel und Dieter Asmus, KP Brehmer, Leiv Warren Donnan, Eduard Franoszek, Peter Sorge, Malte Sartorius, Siegfried Neuenhausen und Dieter Glasmacher. Der genossenschaftliche Kunstvertrieb wurde im Jahr 1977 aufgelöst.
Im Jahr 1972 entwickelte Y. Fongi das Konzept einer „Kontakteria“, eines Cafés mit einem Konzept, das er selbst als neue Kunstrichtung „Kontakteismus / Kaffeeismus“ titulierte: Die mit alten Polstermöbeln bestückte "Kontakteria" sollte ein Ort für Diskussionen sein, an dem neben dem Verzehr von Kaffee oder "Fongi-Pilz"-Bier auf Verlangen auch eine entgeltliche Bewusstseinserweiterung quittiert wurde. Und als eine solche Stätte der Kommunikation sollte eine „Kontakteria“ Fongis noch im selben Jahr Bestandteil der Kasseler Documenta 5 werden, wurde aber aufgrund von Meinungsverschiedenheiten mit der Ausstellungsleitung schließlich nicht mehr in deren Rahmen realisiert. Georg Jappe schrieb dazu: „Die 1. Kontakteria Fongis war der Versuch, das totale Kunstwerk zu finden. Zur Sensibilisierung und Einkehr erfand und baute er die ersten Fongilinen, elektronische Saiteninstrumente. … die Kontakteria ist zuallererst ein Konzept: ein Entwurf für die totale Kombination möglichst vieler menschlicher Bedürfnisse, … ein permanentes Happening, aber keine nebulöse Aktion. … Bei Fongi finden wir eine der radikalsten Ausweitungen des Kunstbegriffs – und eine der sinnvollsten.“

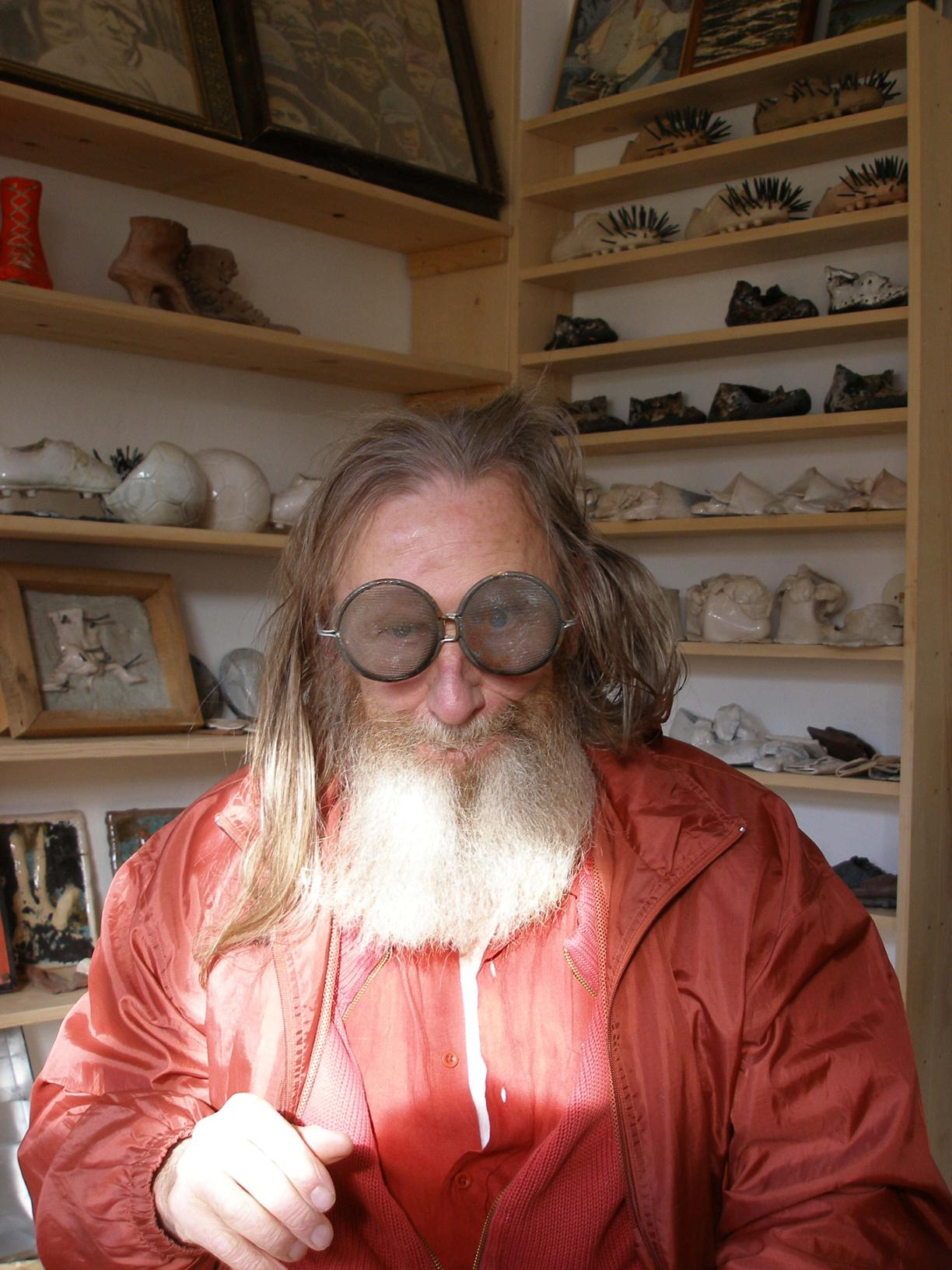
Siddhartha Y Fongi in seinem Werk-Archiv in Zschachenmühle

Im Herbst 1975 zog sich Fongi aus dem Kunstbetrieb zurück, wurde noch im selben Jahr Osho-Sannyasin und nahm als solcher den Namen Siddhartha an. Im Frühjahr 1975 gründete er seine erste Osho-Kommune im bayerischen Margarethenried nordöstlich von München, der 1982 eine zweite mit bereits 150 Kommunemitgliedern im hessischen Schloss Wolfsbrunnen folgte, 1986 eine weitere im niedersächsischen Ovelgönne, und schließlich Anfang der 1990er Jahre die vierte im thüringischen Zschachenmühle, wo Siddhartha Y Fongi seitdem zuhause war.
2009 wurde er nach fast 40-jähriger Pause von der Galerie Westerheide im thüringischen Ranis wiederentdeckt und war erstmals wieder bereit, mit einer Ausstellung seiner Skulpturen, Grafiken und Drucke an die Öffentlichkeit zu treten. 2010 folgte eine weitere Ausstellung von Werken Fongis in seiner Geburtsstadt Vechelde. In seinen letzten Lebensjahren arbeitete Siddhartha Y Fongi in Zschachenmühle an seinen Memoiren und deren Veröffentlichung.